# Disclose
Disclose var ett japanskt kängpunkband. De bildades i början av 90-talet i staden Kochi och bandet genomgick många medlemsbyten under sin karriär. Den enda fasta medlemmen sedan starten var gitarristen och tillika sångaren Kawakami, som den 5 juni 2007 hittades död. Dödsorsaken var en blandning av alkohol och sömntabletter.
Disclose var starkt inspirerade av Discharge, vilket ledde till att de flitigt använde sig av distorsion och trumkompet d-takt. Bandet lånade även Discharges typsnitt till sin logga och de flesta texterna avhandlar krig och kärnvapen i klassisk manér.

## Diskografi

### EP
- 1993 - Once the War Started
- 1996 - Visions of War
- 1998 - The Nuclear Victims
- 2001 - A mass of Raw sound Assault
- 2002 - Apocalypse of Death
- 2002 - Neverending War
- 2003 - The sound of Disaster
- 2004 - Apocalypse Continues

### Splittar
- 1993 - Kochi-City Hardcore, split med Insane Youth, EP
- 1994 - Why Must We Die?, split med Hellkrusher, EP
- 1994 - No More Pain!, split med Selfish, EP
- 1995 - War of Aggression, split med Cluster Bomb Unit, EP
- 1995 - Attack The Enemy, split med Homomillita, EP
- 1998 - Endless War, split med Squandered, EP
- 2000 - Split med Totalitär, LP
- 2004 - Chainsaw Tour '04, split med Framtid, EP
- 2004 - Noise Not Music, split med No Fucker, EP
- 2004 - Split med Hakuchi, EP
- 2004 - Dis-Nightmare Still Continues, split med World Burns to Death, EP
- 2005 - Split med Besthöven, EP
- 2005 - In Chaos We Trust, split med Flyblown, EP
- 2005 - Nuclear Hell, split med G.A.T.E.S., EP
- 2005 - Controlled By Fear, split med Cruelty, EP
- 2007 - Split med Scarred For Life, EP

### Demos
- 1992 - Crime
- 1993 - Conquest
- 1993 - Fear of the War
- 1998 - Total Dis-Lickers